# Garifuna (Sprache)
Garifuna (Garífuna) ist die Sprache der Ethnie der Garifuna und wurde auch als „Caribe“ oder „Black Carib“ bezeichnet; die Bezeichnung Igñeri wird ebenfalls für diese Sprache angegeben, ist aber ursprünglich nur der Name der arawakischen Sprache, die an der Entstehung des heutigen Garifuna beteiligt war.

## Verbreitung
Gesprochen wird das Garifuna in Mittelamerika, vor allem in Honduras (ca. 98.000 Sprecher), aber auch in Guatemala (ca. 17.000 Sprecher) und in Belize (ca. 12.000 Sprecher), daneben in Nicaragua und in den USA (New York City). In Honduras ist Garifuna als Minderheitssprache anerkannt, neben Englisch und den indianischen Sprachen Miskito Lenca, Chortí, Tolupan, Pech und Tawahka.

## Wortschatz
Das Garifuna, das zu den indigenen amerikanischen Sprachen gehört, besteht aus einer dominierenden arawakischen Komponente (Igñeri) und einer karibischen Komponente (Kallínagu). Darüber hinaus sind im Laufe der Zeit französische, englische und regional auch spanische Wörter in den Wortschatz dieser Sprache eingegangen (zur Ethnogenese → Garifuna). Insbesondere die Zahlwörter sind fast ausschließlich französischen Ursprungs (s. u.).
Der Wortschatz setzt sich wie folgt zusammen:
- 45 % Arawakisch (Igñeri)
- 25 % Karibisch (Kallínagu)
- 15 % Französisch
- 10 % Englisch
- 5 % spanische bzw. englische Fachausdrücke

Daneben finden sich im Garifuna auch einige Wörter aus afrikanischen Sprachen.

## Phonologie
Im Garifuna gibt es sechs Vokale, a e i o ü u, wobei ü für [ɨ] steht.
Das Konsonantensystem zeigt keine Auffälligkeiten:
b, ch, d, f, g, h, k, l, m, n, ñ, p, r, s, t, w, y

## Grammatik

### Personalpronomen
Das Garifuna unterscheidet bei den unabhängigen Personalpronomen die Genera „maskulin“ und „feminin“ durchgehend:
|           | maskulin Singular | feminin Singular | Plural |
| --------- | ----------------- | ---------------- | ------ |
| 1. Person | au                | nugía            | wagía  |
| 2. Person | amürü             | bugía            | hugía  |
| 3. Person | ligía             | tugía            | hagía  |

Die Pronomina au und amürü sind karibischen Ursprungs, die übrigen sind arawakischer Herkunft.

### Substantiv
Die Pluralbildung der Substantive erfolgt unregelmäßig, und zwar durch Suffigierung, z. B.:
| isâni („Kind“)    | isâni-gu („Kinder“)   |
| wügüri („Mann“)   | wügüri-ña („Männer“)  |
| hiñaru („Frau“)   | hiñáru-ñu („Frauen“)  |
| itu („Schwester“) | ítu-nu („Schwestern“) |

Der Plural von garífuna („Garifuna“) ist garínagu („Garifunas“).
Der Besitz (Possession) wird am Substantiv durch pronominale Präfixe zum Ausdruck gebracht:
| ibágari   | „Leben“                          |
| n-ibágari | „mein Leben“                     |
| b-ibágari | „dein Leben“                     |
| l-ibágari | „sein Leben“ (maskulin Singular) |
| t-ibágari | „ihr Leben“ (feminin Singular)   |
| wa-bágari | „unser Leben“                    |
| h-ibágari | „euer Leben“                     |
| ha-bágari | „ihr Leben“ (Plural)             |

### Verb
Am Verb werden durch Affixe (teilweise auch durch Partikeln) die Kategorien Tempus, Aspekt, Modus, Negation und die Person (Subjekt und Objekt) bezeichnet, die Konjugationsparadigmen sind sehr zahlreich.
Die Konjugation des Verbs alîha („lesen“) in der Verlaufsform des Präsens
| n-alîha-ña | „ich lese gerade“  |
| b-alîha-ña | „du liest gerade“  |
| l-alîha-ña | „er liest gerade“  |
| t-alîha-ña | „sie liest gerade“ |
| wa-lîha-ña | „wir lesen gerade“ |
| h-alîha-ña | „ihr lest gerade“  |
| ha-lîha-ña | „sie lesen gerade“ |

Die Konjugation des Verbs alîha im einfachen Präsens
| alîha-tina | „ich lese“             |
| alîha-tibu | „du liest“             |
| alîha-ti   | „er liest“             |
| alîha-tu   | „sie liest“            |
| alîha-tiwa | „wir lesen“            |
| alîha-tiü  | „ihr lest“             |
| alîha-tiñu | „sie (maskulin) lesen“ |
| alîha-tiña | „sie (feminin) lesen“  |

Es gibt auch eine Reihe von unregelmäßigen Verben.

### Zahlwörter
Die Zahlwörter des Garifuna sind bis auf die Wörter für „eins“ und „zwei“ ausschließlich französischen Ursprungs und basieren durchgehend auf dem Vigesimalsystem, das im heutigen Standard-Französisch nur bei „80“ zutage tritt:
| Zahl      | Zahlwort          | französisches Pendant            | wörtliche Übersetzung          |
| --------- | ----------------- | -------------------------------- | ------------------------------ |
| 1         | aban              | un, une                          |                                |
| 2         | biñá, biama, bián | deux                             |                                |
| 3         | ürüwa             | trois                            |                                |
| 4         | gádürü            | quatre                           |                                |
| 5         | seingü            | cinq                             |                                |
| 6         | sisi              | six                              |                                |
| 7         | sedü              | sept                             |                                |
| 8         | widü              | huit                             |                                |
| 9         | nefu              | neuf                             |                                |
| 10        | dîsi              | dix                              |                                |
| 11        | ûnsu              | onze                             |                                |
| 12        | dûsu              | douze                            |                                |
| 13        | tareisi           | treize                           |                                |
| 14        | katorsu           | quatorze                         |                                |
| 15        | keinsi            | quinze                           |                                |
| 16        | dîsisi, disisisi  | „dix-six“ (seize)                | zehn (plus) sechs              |
| 17        | dîsedü, disisedü  | dix-sept                         |                                |
| 18        | dísiwidü          | dix-huit                         |                                |
| 19        | dísinefu          | dix-neuf                         |                                |
| 20        | wein              | vingt                            |                                |
| 30        | darandi           | trente                           |                                |
| 40        | biama wein        | „deux-vingt“ (quarante)          | zwei (Mal) zwanzig             |
| 50        | dimí san          | „demi cent“ (cinquante)          | einhalb (Mal) einhundert       |
| 60        | ürüwa wein        | „trois-vingt“ (soixante)         | drei (Mal) zwanzig             |
| 70        | ürüwa wein dîsi   | „trois-vingt-dix“ (soixante-dix) | drei (Mal) zwanzig (plus) zehn |
| 80        | gádürü wein       | quatre-vingt                     |                                |
| 90        | gádürü wein dîsi  | quatre-vingt-dix                 |                                |
| 100       | san               | cent                             |                                |
| 1.000     | milu              | mille                            |                                |
| 1.000.000 | míñonu            | million                          |                                |

### Andere Wortarten
Die Sprache verwendet Präpositionen und Konjunktionen.

### Syntax
Die Wortstellung ist Verb-Subjekt-Objekt (VSO).

## Einige Wörter des Grundwortschatzes
Der Grundwortschatz von Garifuna kennt beispielsweise folgende Worte:
| Wortbedeutung | Garifuna |
| ------------- | -------- |
| Kopf          | ichügü   |
| Auge          | agu      |
| Ohr           | arigai   |
| Nase          | igiri    |
| Mund          | iumaü    |
| Zahn          | ari      |
| Zunge         | iñeñei   |
| Herz          | anigi    |
| Hand          | uhabu    |
| Fuß           | ugudi    |
| Wasser        | duna     |
| Feuer         | watu     |
| Sonne         | weyu     |
| Mond          | hati     |